# Urban Chaos
Urban Chaos é um jogo eletrônico de tiro em primeira pessoa desenvolvido pela Rocksteady Studios e o estúdio Eidos Interactive, com o motor Havok.
O jogo consiste em 16 missões divididas em 10 missões principais e 6 emergências, que são missões curtas de resgate com limite de tempo que o personagem tem de completá-las sem o apoio dos outros serviços.

## Jogabilidade
Urban Chaos é um jogo de FPS para Playstation 2 e computador. Que se consiste em controlar um policial em um ataque. Nick Mason é um policial de choque e pode usar diversas armas, dentre pistolas, escopetas e machetes. Além disso o jogo conta com colecionáveis (máscaras dos inimigos) e um sistema de desafios para conquistar medalhas dentre eles: Sharpshooter (Tiro na cabeça) e Non-Letal Agent (Prender os bandidos usando a pistola de choque).